# Жути
Жути (порт. Juti) — муниципалитет в Бразилии, входит в штат Мату-Гросу-ду-Сул. Составная часть мезорегиона Юго-запад штата Мату-Гроссу-ду-Сул. Входит в экономико-статистический микрорегион Дорадус. Население составляет 4765 человек на 2006 год. Занимает площадь 1584,599 км². Плотность населения — 3,0 чел./км².

## История
Город основан 14 декабря 1987 года. 

## Статистика
- Валовой внутренний продукт на 2003 год составляет 47 149 348,00 реалов (данные: Бразильский институт географии и статистики).
- Валовой внутренний продукт на душу населения на 2003 год составляет 9693,53 реала (данные: Бразильский институт географии и статистики).
- Индекс развития человеческого потенциала на 2000 год составляет 0,710 (данные: Программа развития ООН).